# Tinodes kypselos
Tinodes kypselos är en nattsländeart som beskrevs av Malicky 1977. Tinodes kypselos ingår i släktet Tinodes och familjen tunnelnattsländor. Inga underarter finns listade i Catalogue of Life.